# 야성의 엘자
야성의 엘자(Born Free)는 영국에서 제작된 제임스 힐 감독의 1966년 가족, 드라마 영화이다. 버지니아 맥케나 등이 주연으로 출연하였고 칼 포먼 등이 제작에 참여하였다.

## 출연

### 주연
- 버지니아 맥케나
- 빌 트래버스
- 제프리 킨

### 조연
- 피터 루코예
- 오마르 챔버티
- 빌 고든
- 브라이언 엡솜
- 로버트 치담
- 로버트 영
- 제프리 베스트
- 서야 파텔

## 제작진
- 원작자: 조이 애덤슨